# Horst Wulff
Horst Wulff (* 28. Oktober 1907; † April/Mai 1945) war ein deutscher Nationalsozialist, der während des Zweiten Weltkrieges im deutsch besetzten Litauen als Gebietskommissar in Wilna-Land eingesetzt war.

## Leben
Wulff, von Beruf Hotelkaufmann, trat im September 1926 der der NSDAP und SA bei. Nachdem er der Partei zeitweise nicht angehört hatte, erfolgte sein Wiedereintritt im Oktober 1929. Von 1932 bis 1934 arbeitete er u. a. in Pariser Hotels und war für die NSDAP-Ortsgruppe in Paris als Organisations- und Propagandaleiter sowie V-Mann tätig.
Nach Beginn des Zweiten Weltkrieges leistete er ab 1940 Militärdienst. Nach dem Überfall auf die Sowjetunion wurde er im August 1941 Gebietskommissar in Wilna-Land. Im November 1941 trat er von der SA zur SS über. Wulff ließ im Februar 1943 beim Generalkommissar in Kaunas die Erschießung von 40 litauischen Bauern erwirken, da diese seiner Meinung nach nicht ausreichend Lebensmittel ablieferten. Er ordnete in seinem Einzugsbereich antijüdische Maßnahmen an, so wurden März 1943 auf seine Weisung hin aus ostlitauischen Städten etwa 3000 Juden in das Ghetto Vilnius verbracht. Wulff starb während der Schlacht um Berlin. Heute dokumentiert ein Raum im Museum der Okkupationen und Freiheitskämpfe in Vilnius seine Tätigkeit.